# Cerro Kgale
El cerro Kgale (Setswana para "El sitio que se secó") es un cerro localizado en Gaborone, Botsuana. Apodado "El Gigante Durmiente", el Cerro Kgale alcanza una elevación de 1 287 metros (4 222 pies) sobre el nivel del mar.  El cerro anteriormente albergaba una antena repetidora de televisión y es ahora un destino turístico.

## Subida y recreación
Los senderistas pueden escoger entre tres caminos para subir a la cumbre. Durante la caminata de una hora hasta la cima, los senderistas normalmente pueden ver tropas de Babuinos.
El cerro es el sitio de la carrera PPC Rey de la Colina, una colaboración entre PPC Botsuana y el Club de Corredores de Gaborone. La carrera de 15 kilómetros (9,3 mi) empieza en el PPC oficina Botsuana, pasa por el Game City Mall, yendo alrededor de la Cantera Kgale, subiendo por el cerro, y volviendo al PPC oficina Botsuana.

## Galería

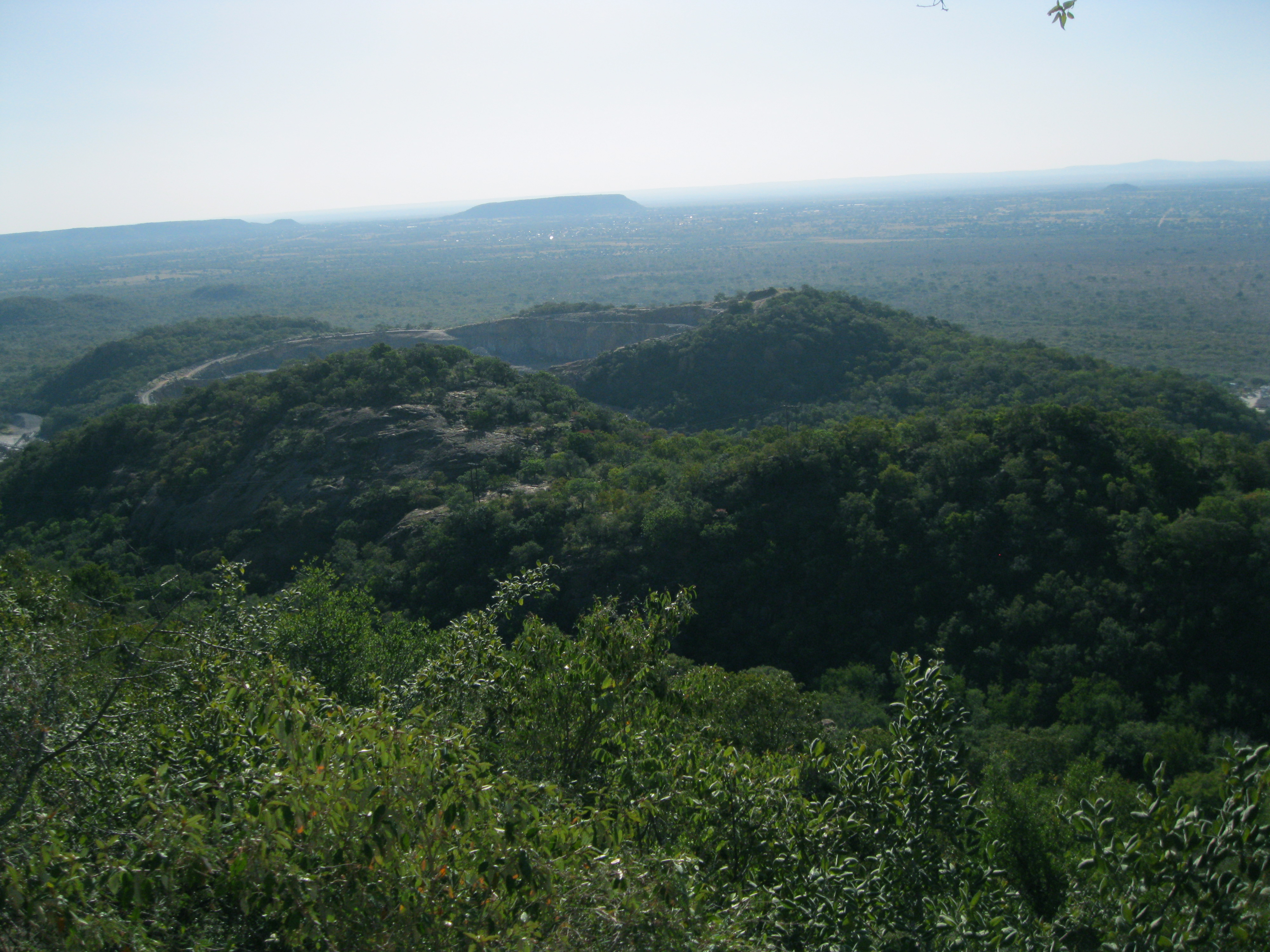
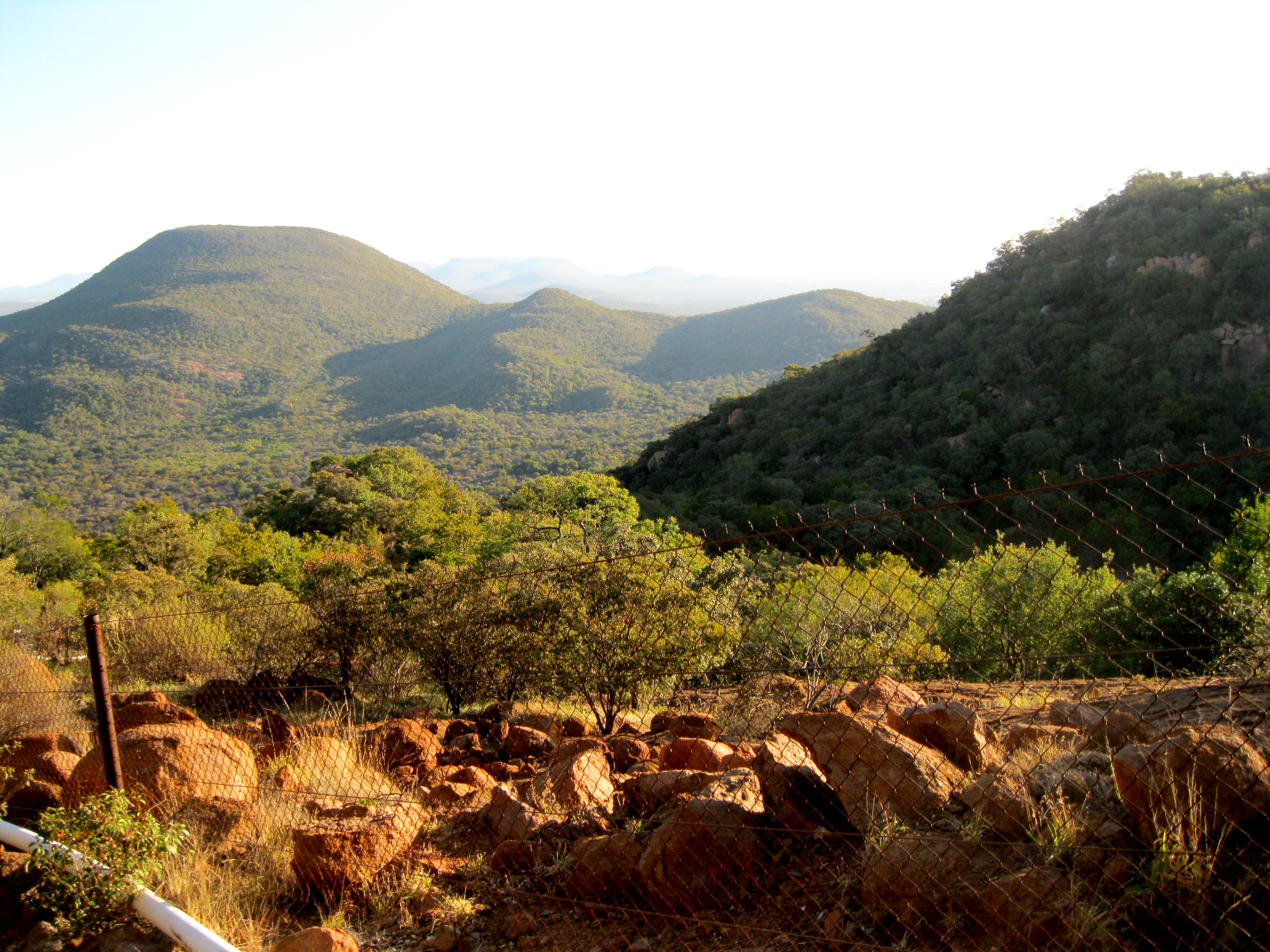
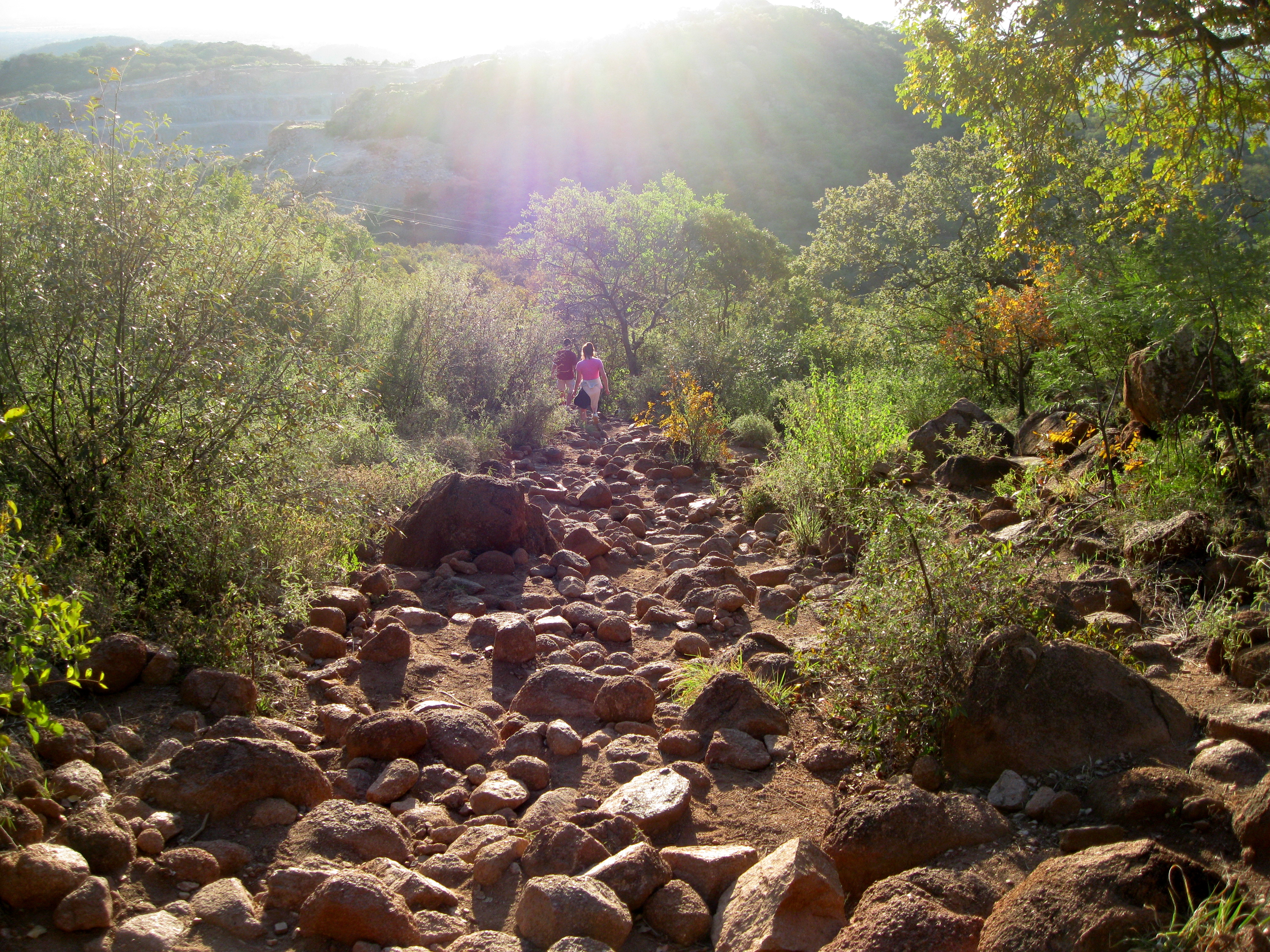